# Manestraat
Manestraat is een gehucht in het Belgische dorp Molenbeersel. Er wordt voornamelijk Limburgs gesproken naast de voertaal Nederlands.
Manestraat is gelegen in het zuidoosten van het grondgebied van het dorp Molenbeersel. De straat Manestraat vormt de kern van het oude gehucht.

## Geschiedenis
Voor 1843 behoorde het gehucht Manestraat tot de Nederlande gemeente Neeritter.
Op 14 april 1843 werd het gehucht afgenomen van Neeritter en bij de gemeente Kessenich gevoegd.
In 1845 werd het gehucht Manestraat afgenomen van de gemeente Kessenich en samengevoegd tot de gemeente Molenbeersel.
Manestraat staat afgebeeld in de Atlas der Buurtwegen (1845).
Deelgemeenten: Kessenich · Kinrooi · Molenbeersel · Ophoven

Overige kernen: Geistingen

Belgische gemeenten · Arrondissement Maaseik · Limburg · Vlaanderen